# José Leite de Vasconcelos

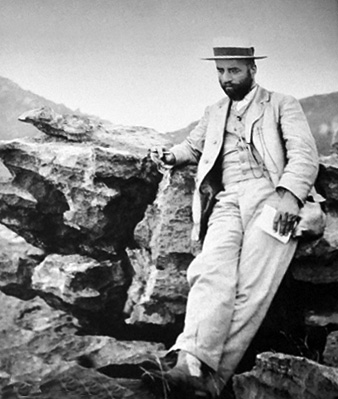
José Leite de Vasconcelos als junger Mann

José Leite de Vasconcelos (* 7. Juli 1858 in Ucanha; † 17. Mai 1941 in Lissabon) war ein portugiesischer Romanist, Ethnograf und Dialektologe.

## Leben und Werk
Leite de Vasconcelos entstammte einer portugiesischen Adelsfamilie. Von 1881 bis 1886 studierte er Medizin in Porto. Nach kurzer Tätigkeit als Arzt wurde er 1887 Bibliothekar der Nationalbibliothek in Lissabon und 1888 ebenda Lehrer für Numismatik. 1899 ging er nach Paris, studierte am Collège de France sowie an der Sorbonne und promovierte mit der Thèse Esquisse d'une dialectologie portugaise (Paris/Lissabon 1901; hrsg. von Maria Adelaide Valle Cintra, Lissabon 1970, 1987). Von 1903 bis 1909 hielt er an der Nationalbibliothek Vorlesungen über portugiesische Philologie. An der 1911 neu gegründeten Universität Lissabon lehrte er Latein, Französisch, Romanische Sprachwissenschaft und schließlich Portugiesische Philologie. Viele seiner überaus zahlreichen Schriften wurden erst nach seinem Tod herausgegeben.
Leite de Vasconcelos begründete die Zeitschriften Revista Lusitana. Arquivo de Estudos Filológicos e Etnográficos relativos a Portugal (1887), Arqueólogo Português (1895) und Boletim de Etnografia (1920). Er gründete 1893 das „Museu Etnográfico de Belém“ (später: Museo Etnológico, heute: Museu Nacional de Arqueologia).
In Portugal und Brasilien tragen zahlreiche Straßen seinen Namen, an der Universität Lissabon ein Hörsaal.

## Werke (Auswahl)
- Religiões da Lusitânia, 3 Bde., Lissabon 1897–1913
- Estudos de filologia mirandesa, 2 Bde., Lissabon 1900–1901
- Lições de Philologia Portuguesa, Lissabon 1911, 1926
- Antroponímia Portuguesa, Lissabon 1928
- Opúsculos, 6 Bde., Lissabon 1928–1985
  - 1. Filologia, 1928
  - 2. Dialectologia, 1928
  - 3. Onomatologia, 1931
  - 4. Filologia, 1929
  - 5. Etnologia, 1938
  - 6-7. Dialectologia. Etnologia, 1985
- Etnografia portugesa. Tentame de sistematização, 10 Bde., Lissabon 1933–1989
  - 1. 1933, 1980 (darin auch Autobiografie bis 1919)
  - 2. 1936, 1980
  - 3. 1942, 1980
  - 4. 1958, 1982
  - 5. 1967, 1982
  - 6. 1975, 1983
  - 7. 1980
  - 8. 1982
  - 9. 1985
  - 10. 1989
- Filologia Barranquenha, Lissabon 1955
- (Hrsg.) Romanceiro Português, 2 Bde., Lissabon 1958–1960
- (Hrsg.) Contos Populares e Lendas, 2 Bde., Lissabon 1963–1966
- (Hrsg.) Teatro Popular Português, 2 Bde., Lissabon 1976–1979
- (Hrsg.) Cancioneiro Popular Português, 3 Bde., Lissabon 1976–1983